# Litoscalpellum giganteum
Litoscalpellum giganteum is een rankpootkreeftensoort uit de familie van de Scalpellidae. De wetenschappelijke naam van de soort is voor het eerst geldig gepubliceerd in 1902 door Gruvel.